# Pępawa makolistna
Pępawa makolistna (Crepis foetida subsp. rhoeadifolia (M.Bieb.) Čelak.) – gatunek rośliny z rodziny astrowatych. Występuje w Eurazji.
W Polsce jest gatunkiem rzadkim; rośnie we wschodniej oraz południowo-zachodniej części kraju.

## Morfologia
ŁodygaRozgałęziona, w górnej części sztywno i niegruczołowato owłosiona, o wysokości 20–50 cm.
LiściePierzastosieczne lub pierzastodzielne, miękko owłosione. Liście odziomkowe ogonkowe, liście łodygowe - siedzące, z uszkowatą nasadą.
KwiatyCytrynowożółte, zebrane w zwisające przed zakwitnieniem koszyczki. Kwiaty zewnętrzne czerwono kreskowane od spodu. Puch kielichowy śnieżnobiały, giętki, wystający z okrywy. Zewnętrzne listki okrywy o szerokości 1–1,5 mm. Szyjki słupka żółte.
OwocDziesięciożeberkowe niełupki o długości 5–17 mm. Środkowe niełupki z długim dzióbkiem.

## Biologia i ekologia
Roślina jednoroczna lub dwuletnia. Kwitnie od lipca do sierpnia. Rośnie na przydrożach, murawach kserotermicznych i nieużytkach. Liczba chromosomów 2n = 10. Gatunek charakterystyczny zespołu Dauco carotae-Crepidetum rhoeadifoliae.

## Zagrożenia i ochrona
Roślina umieszczona na polskiej czerwonej liście w kategorii DD (stopień zagrożenia nie może być określony).